# Эгиалей
О царе Сикиона см. Эгиалей (сын Инаха)
Эгиалей (др.-греч. Αἰγιαλεύς, «аргосец») — в древнегреческой мифологии сын царя Аргоса Адраста и Амфитеи (либо Демоанассы). Участник похода Эпигонов. Убит Лаодамантом в первом сражении при Глисанте, похоронен в мегарских Пагах, там находилось святилище Эгиалейон. Статуя в Аргосе вместе с другими эпигонами, статуя в Дельфах.
Действующее лицо киклической поэмы «Эпигоны».